# Per lanciarsi dalle stelle
Per lanciarsi dalle stelle è un film del 2022 diretto da Andrea Jublin e tratto dall'omonimo romanzo di Chiara Parenti.

## Trama
Sole, una ragazza che vive con un disturbo d'ansia da quando è bambina, è riuscita a conviverci. Infatti è da circa un anno che non prende più medicinali. Emma, la sua migliore amica, è andata a convivere con il fidanzato a Parigi. Un giorno Massimo, fratello di Emma, torna in città e va a trovare Sole per consegnarle una lettera indirizzata a lei che ha trovato in casa scritta da Emma. Lei lo manda via in malo modo e presto si comprende che Emma è venuta a mancare. Sole ha contribuito ad aiutare i genitori della sua amica per liberare casa e non c'era nessuna lettera. Massimo le ha sicuramente mentito e lei non è intenzionata a parlarci. Emma ha sempre aiutato Sole a gestire i suoi attacchi di panico e nella lettera ci teneva a farle sapere che, anche se lontano, per lei c'era sempre. Sul retro del foglio la invita a scrivere le sue paure per poterle affrontare. Sole compila la lista con l'aiuto di Miriam e sempre tramite lei riesce a trovare lavoro come cameriera. All'inizio non voleva accettare perché tanto in ansia ma poi riesce ad affrontare al meglio il primo giorno di lavoro. Massimo riferisce a Sole che la lettera Emma gliel'ha consegnata- poco prima di partire per Parigi. Lui però dopo l'incidente della sorella non è più riuscito a toccare nulla di Emma ed è profondamente dispiaciuto di non avergliela consegnata prima. Sole è contenta di aver chiarito con Massimo perché lei è sempre stata innamorata di lui. Una sera lo vede in compagnia di Vittoria (la sua ex fidanzata). Questa cosa la intristisce molto e quando scopre che tra i due non c'è nulla, comunque non riesce a confessargli il suo amore. Sole giorno dopo giorno cerca di affrontare le paure della lista grazie anche all'aiuto di Danio, ragazzo conosciuto alla festa di compleanno della sua amica Lucia. Quella sera era triste per problemi di cuore con il suo ragazzo Leonardo. Danio confessa a Sole che il suo primo amore era una ragazza. Un flashback mostra un litigio tra Emma e Sole perché quest'ultima non è mai andata a Parigi a trovare l'amica per via della sua paura di prendere un volo. Una sera decide di riportare nella lista questa sua paura per poterla affrontare. Grazie a Massimo riesce a salire su una barca e fare un bagno in mare. Sole si fa forza e decide di baciare Massimo ma quest'ultimo si allontana dopo poco. Il giorno seguente, durante la festa di compleanno di Sole, Massimo la bacia, ma incredibilmente la ragazza si allontana dopo poco. Per tanti anni ha desiderato questo momento ma, una volta arrivato, ha capito che quello che voleva era solo non essere sbagliata ai suoi occhi; i due si abbracciano. Sole decide di partire per Roma con la sua amica Miriam e passa a salutare Danio consegnandogli un disegno fatto per lui; i due si baciano appassionatamente. Sole poco prima di partire decide di recapitare i suoi disegni a tutte le persone del paese così da riuscire a sconfiggere l'ultima paura della lista.

## Distribuzione
Il film è stato distribuito sulla piattaforma Netflix dal 5 ottobre 2022.